# グレアム・オブライエン
グレアム・オブライエン（英: Graham O'Brien）は、クリス・チブナルが制作し、ブラッドリー・ウォルシュが演じる、イギリスの長寿SFドラマ『ドクター・フー』の架空の登場人物。「新生ドクター、地球に落ちる」で始まるシリーズ11において、グレアムはジョディ・ウィテカーが演じる異星人のタイムトラベラーである13代目ドクターのコンパニオンとして登場する。2020年のシリーズ12でも引き続き登場する。
グレアムは引退したバスの運転手で、グレースと結婚している。
日本語版声優は宮崎敦吉。

## 登場

### テレビ
グレアム・オブライエンはシリーズ11の第1話「新生ドクター、地球に落ちる」（2018年）で初登場を果たした。シェフィールドを電車で移動中、グレアムとグレースは奇妙な生命体に襲撃され、13代目ドクターに助けられる。グレースの孫ライアン・シンクレアと警察官ヤズミン・カーンと共に、グレアムはシェフィールドで人間狩りを行うステンザ族の異星人ツイム・シャを止めるためドクターに協力するが、グレースは勝利と引き換えに命を落とした。グレースの埋葬後、ドクターを行方不明の宇宙船ターディスへ転送して帰すことに協力するが、事故によりライアンやヤズとともにドクターと宇宙空間へ放り出された。第2話「サバイバル・ラリー」での冒険の後、ドクターはグレアムたち三人を地球へ戻すことに合意し、第4話「巨大グモの襲撃」でシェフィールドへ戻り、グレアムは自宅でグレースの幻影を目にして悲壮と闘うこととなった。最終的に悲しみを乗り越え、ドクターとの旅を選んだ。
旅の最中、グレアムを祖父として常に認めなかったライアンが彼に歩み寄りを見せ、関係が改善された。第9話「鏡の向こう側」でグレアムはミラーディメンションに閉じ込められた際、グレースを模した空間意思ソリトラクトと対峙した。グレースの姿はグレアムを別空間へ引き込もうとするソリトラクトの罠であるとドクターから警告されたが、グレアムはグレースの姿をしたソリトラクトを拒絶できなかった。しかし、ソリトラクトがライアンの危機に無関心な様子を見せたためグレアムは彼女が本物のグレースでないことを悟り、彼女を拒絶してミラーディメンションを脱出した。脱出後、ライアンは初めてグレアムを「お爺ちゃん」と呼んだ。シリーズ11のフィナーレである「創造主と復讐」では、再登場したツイム・シャと対峙し、ドクターの制止を振り切ってグレースの敵討ちを誓った。最終的にツイム・シャに立ち向かったが、彼の命を奪うことはせず、ライアンの助けを借りて彼を停滞フィールドに封印した。

### 他のメディア
2018年9月、グレアムの登場するシリーズ11の小説版3作 The Good Doctor、Molten Heart、Combat Magicks が告知された。The Good Doctor のカバーはグレアムが飾った。

## キャスティング
2017年10月22日、ウォルシュが2018年の『ドクター・フー』シリーズ11でコンパニオン役を演じ、ジョディ・ウィテカーと共演することが告知された。ウォルシュは2017年8月にキャスティングの噂が始まって以来、グレアム役の有力候補であった。また、ウォルシュは『ドクター・フー』のスピンオフシリーズ The Sarah Jane Adventures の二部作 The Day of the Clown にエリヤ・スペルマン/オッド・ボブ・クラウン役で出演していた。
2018年12月9日、ウォルシュがグレアム役でシリーズ12にも出演し、2020年前半での放送に向けて既に制作が始まっていることが確定された。2020年11月30日には、ウォルシュがライアン・シンクレア役のトシン・コールと共にシリーズを降板することがBBCから発表された。2021年新春スペシャル "Revolution of the Daleks" が彼らの最後のレギュラー登場になる予定である。

## 批評
『ラジオ・タイムズ』誌では、批評家ポール・ジョーンズが「残りのチームターディスの中で、グラハム役のブラッドリー・ウォルシュは抜きんでていて、本当に信じられるし好感の持てる人物で、ほんの数回の表情でそのような感情を伝えることができる」と綴った 。キンバリー・ボンドはウォルシュの演技について、「『The Chase』の単なる司会というだけではなく、彼が実際に相応しい俳優であることを我々は思い出した」と加えた。ヒュー・フラートンはグレアムが新シリーズで「驚くべき、感情に満ちたエネルギッシュな人物だ」と発言した。